# Landsverk 100

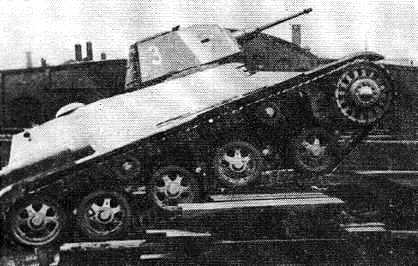
Fotografía del Landsverk-100

El Landsverk 100 fue el prototipo de un tanque desarrollado por el ejército sueco durante la Segunda Guerra Mundial. Tenía una tripulación de dos personas y su armamento consistía en un cañón de 20mm o una ametralladora de 6.5 mm. Su velocidad máxima fue de alrededor de 55 km/h, y el vehículo pesaba casi 5 toneladas. El Landsverk 100 nunca fue utilizado por el Ejército sueco.